# Хуан Карлос Валерон
Хуан Карлос Валерон (ісп. Juan Carlos Valerón, нар. 17 червня 1975, Аргінегін) — іспанський футболіст, півзахисник клубу «Лас-Пальмас».
Більшу частину кар'єри провів у складі «Депортіво», з яким став володарем Кубка Іспанії та дворазовим переможцем Суперкубка Іспанії. Також виступав за національну збірну Іспанії у складі якої брав участь у чемпіонатах Європи 2000 та 2004, а також чемпіонаті світу 2002.

## Клубна кар'єра
Народився 17 червня 1975 року в місті Аргінегін, Гран-Канарія. Вихованець футбольної школи клубу «Лас-Пальмас».
У дорослому футболі дебютував 1994 року виступами за «Лас Пальмас Б», що виступав в Терсері, в якій провів один сезон, взявши участь у 25 матчах чемпіонату. 1995 року дебютував у третьому іспанському дивізіоні з першою командою клубу, де грав його брат, Мігель Анхель Валерон. В першому ж сезоні, зігравши 27 матчів, Хуан допоміг команді виграти свою групу і вийти до Сегунди, де і продовжив виступи.
Влітку 1997 року перейшов в «Мальорку», що виступала в Ла Лізі, в якій дебютував 30 серпня 1997 в матчі з «Валенсією», вийшовши на поле за 10 хвилин до кінця зустрічі. Після сезону в «Мальорці» Валерон перейшов в «Атлетіко Мадрид», але команда виступала дуже слабо, і через сезон вилетіла у другий дивізіон, тому півзахисник знову був змушений шукати нову команду.

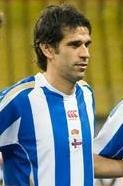
Хуан Карлос Валерон під час виступів за «Депортіво». 2008 рік

Влітку 2000 року Валерон перейшов до «Депортіво», з яким вже в першому сезоні виграв суперкубок Іспанії, а через два сезони виграв кубок Короля і свій другий суперкубок країни. Блискуча гра Валерона змусила кумира галісійських уболівальників бразильського півзахисника Джалмінью спочатку «осісти» на лаві запасних, а потім і піти з клубу. У лютому 2004 Валерон підписав з «Депортіво» контракт до 2011 року, побажавши виступати за клуб до завершення кар'єри. 
Починаючи з 2006 року у Валерона почалася низка травм: спочатку хрестоподібної зв'язки коліна, а потім у серпні того ж року, коли почався період відновлення, у Хуана Карлоса стався рецидив, і 24 березня 2007 року він був повторно прооперований. Лише 27 січня 2008 року Валерон знову вийшов на поле на 75-й хвилині зустрічі з «Вальядолідом», через 133 дні з моменту попереднього виступу. У сезоні 2008/09 Валерон вже повністю повернувся на поле і завоював місце в «основі» команди.
1 травня 2010 року Валерон підписав новий 5-річний контракт з «Депортіво», але так його і не допрацював: 28 травня 2013 року, після того як «Депор» покинув Ла-Лігу, Валерон заявив про завершення своєї професійної кар'єри. Однак незабаром передумав і 14 червня перейшов в рідний «Лас-Пальмас», що виступав у Сегунді.  Відтоді встиг відіграти за клуб з міста Лас-Пальмас-де-Ґран-Канарія 54 матчі в національному чемпіонаті.

## Виступи за збірні
Протягом 1997–1998 років залучався до складу молодіжної збірної Іспанії, разом з якою став переможцем молодіжного Євро-1998. Всього на молодіжному рівні зіграв у 8 офіційних матчах.
18 листопада 1998 року дебютував в офіційних матчах у складі національної збірної Іспанії в товариській грі проти збірної Італії (2:2). 
У складі збірної був учасником чемпіонату Європи 2000 року у Бельгії та Нідерландах, чемпіонату світу 2002 року в Японії і Південній Кореї, а також чемпіонату Європи 2004 року у Португалії.
Всього провів у формі головної команди країни 46 матчів, забивши 5 голів.

## Титули і досягнення

### Командні
- Володар Кубка Іспанії з футболу (1):

«Депортіво»: 2001-02
- Володар Суперкубка Іспанії з футболу (2):

«Депортіво»: 2000, 2002
- Володар Кубка Інтертото (1):

«Депортіво»: 2008
- Чемпіон Європи (U-21): 1998